# Przymus kaskadowy
Przymus kaskadowy (ang. "progressive squeeze") to jedna z najbardziej spektakularnych i rzadkich odmian przymusu brydżowego. Jest to przymus, a w zasadzie seria przymusów przeciwko jednemu obrońcy, który posiada zatrzymania w trzech kolorach - pierwszy przymus ustawia obrońcę w przymusie potrójnym, a następny w przymusie prostym. Przymus kaskadowy w odróżnieniu od większości innych przymusów, może zaistnieć gdy rozgrywającemu brakuje więcej niż jednej lewy.
```
                       ♠ A W
                       
♥
 K
                       
♦
 8
                       ♣ 6
             ♠ K D
             
♥
 A                  nieistotne
             
♦
 K D
             ♣ -
                       ♠ 6
                       
♥
 5
                       
♦
 A W
                       ♣ A
```

Rozgrywający gra asa trefl i W staje w przymusie potrójnym, odrzucenie jakiejkolwiek karty z jego ręki pozwala rozgrywającemu na wykorzystanie wyrobionej karty w kolorze zrzutki i zagranie jej stawia obrońcę w następnym przymusie.
```
                       ♠ A 6 5
                       
♥
 K
                       
♦
 8
                       ♣ A 7
                                  ♠ D W 8
             nieistotne           
♥
 A
                                  
♦
 -
                                  ♣ D W 9
                       ♠ K 10 7
                       
♥
 -
                       
♦
 A
                       ♣ K 10 5
```

W powyższej odmianie przymusu po zagraniu asa karo, E staje w przymusie na trzy kolory, a po dowolnej zrzutce, jedną albo dwie lewy później staje w przymusie prostym.
```
                       ♠ A W 10
                       
♥
 -
                       
♦
 -
                       ♣ 7
             ♠ (K D)              ♠ (K D)
             
♥
 (A)                
♥
 (A)
             
♦
 (A)                
♦
 (A)
             ♣ -                  ♣ -
                       ♠ 7
                       
♥
 K
                       
♦
 K
                       ♣ A
```

Przykład powyżej, to automatyczna odmiana przymusu kaskadowego, po zagraniu asa trefl do sytuacji przymusowej zajdzie niezależnie od tego, który z przeciwników trzyma honory w kolorach starszych.
Bardzo elegancką odmianą przymusu kaskadowego jest przymus kaskadowy krzyżowy (zobacz przymus krzyżowy):
```
                     ♠ A
                     
♥
 D W 2
                     
♦
 A W
                     ♣ -
             ♠ K 3
             
♥
 K 3                nieistotne
             
♦
 K D
             ♣ -
                     ♠ D 2
                     
♥
 A
                     
♦
 3 2
                     ♣ A
```

S zgrywa asa trefl i obrońca W staje przed przykrym wyborem:
- jeżeli pozbędzie się blotki pik, rozgrywający wyrzuci blotkę kier z dziadka, zagra pika do asa, powróci do ręki asem kier i dama pik ustawi W w przymusie na kolorach czerwonych,
- jeżeli odrzuci blotkę kier, rozgrywający pozbędzie się niepotrzebnego już waleta karo, odegra asa kier i przejdzie do stolika jednym z pozostałych asów, aby odegrać figury kierowe,
- jeżeli zdecyduje się dołożyć figurę karo, rozgrywający wyrzuci ze stołu małego kiera i zagra dwa razy w kara ustawiając W w przymusie krzyżowym w kolorach starszych.

Jeszcze bardziej spektakularną formą przymusu kaskadowego jest poniższy przykład przymusu kaskadowego atutowego (zobacz przymus atutowy), w którym rozgrywający zyskuje aż trzy lewy:
```
                     ♠ -
                     
♥
 2
                     
♦
 A 10 3 2
                     ♣ A W 10 2
             ♠ -                  ♠ 2
             
♥
 D W 3              
♥
 10 4
             
♦
 D W 7              
♦
 8 4
             ♣ K D 3              ♣ 9 8 7 6
                     ♠ A K
                     
♥
 A K 7 6 5
                     
♦
 6
                     ♣ 4
```

S rozgrywa kontrakt pikowy i gra z ręki asa pik, bez względu na poczynania obrońców jest w stanie wziąć resztę lew:
- zrzucenie przez W kiera umożliwia rozgrywającemu wykorzystanie pięciu kierów,
- zrzucenie kara, pozwoli rozgrywającemu wyrobić kara przebitką i zagranie dwóch ostatnich kar ustawi W w przymusie kierowo-treflowym,
- zrzucenie trefla przyniesie podobny skutek - rozgrywający wyrobi trefle przebitką, powróci do dziadka asem karo i zagranie ostatniego trefla postawi W w przymusie w kolorach czerwonych.